# Hieracium anisotomum
Hieracium anisotomum es una especie de planta con flor del género Hieracium, de la familia Asteraceae, orden Asterales.

## Distribución
Hieracium anisotomum se distribuye por Suecia.

## Taxonomía
Fue descrita científicamente por Johanss. & Sam. Fue publicada en Ark. Bot. 16(14): 9 (1921).